# Randall (Minnesota)
Randall – miasto w Stanach Zjednoczonych, w stanie Minnesota, w hrabstwie Morrison.